# フローレンス・ボッグス
フローレンス・ボッグス（Florence Boggs、1903年11月16日 - 2016年5月15日）は、アメリカのスーパーセンテナリアン。カリフォルニア州在住であった長寿の女性。

## 人物
1903年11月16日、ニューヨーク州にて海軍将校であったロバートと妻のレオナの間に生まれる。10代の頃にカーネギー図書館で働いていた。家族ともどもシラキュースに引っ越した際、寒さを嫌った彼女は1923年にサンフランシスコに航海に出る。のちにオレゴン大学に入学し、将来の夫となるクリフトン・ボッグスと出会う。1929年に結婚し、2人の娘を設けた。1992年にクリフトンが亡くなるまで、結婚状態は続いていた。義理の息子として、文学者のエド・ビクターがいる。2015年に112歳の誕生日を迎える3日前に年齢が検証された。
2016年5月15日にカリフォルニア州で死去した。112歳181日。